# Równowaga termodynamiczna
Równowaga termodynamiczna – pojęcie stosowane w termodynamice. Oznacza stan, w którym makroskopowe parametry układu, takie jak ciśnienie, objętość i wszystkie funkcje stanu, są stałe w czasie. Na równowagę termodynamiczną składają się: równowaga chemiczna (brak makroskopowego przepływu cząstek i reakcji chemicznych, zob. termodynamika chemiczna), mechaniczna (nie występują niezrównoważone siły) i termiczna (nie występuje przepływ energii).
Energia układu będącego w stanie równowagi osiąga ekstremum. W zależności od rodzaju ekstremum równowaga może być chwiejna, obojętna, metatrwała lub trwała (patrz równowaga dynamiczna). Przy równowadze trwałej układ osiąga minimalną energię (potencjał termodynamiczny) i maksymalną entropię.
Wszystkie procesy w przyrodzie przebiegają w kierunku osiągnięcia stanów równowagowych. Zwykle układ osiąga stan równowagi po dość krótkim czasie (tzw. czasie relaksacji). Jednak w niektórych przypadkach (np. szkło) ten czas jest praktycznie nieskończony. Najprostszym opisem dochodzenia do stanu równowagi jest model Newtona.

## Warunki równowagi układu termodynamicznego
Potencjały termodynamiczne są bardzo użyteczne przy określaniu równowagi procesów w których zachodzą procesy fizyczne (np parowanie) lub reakcje chemiczne. Reakcje chemiczne zwykle przebiegają w warunkach pewnych ograniczeń takich jak stałe ciśnienie, temperatura, entropia lub objętość. Dla tak określonych ograniczeń (stałych parametrów przemiany) warunek równowagi opisany w II zasadzie termodynamiki oznaczający wzrost sumaryczny entropii układu i jego otoczenia, wyraża się z pomocą potencjałów opisujących warunki równowagi tylko z użyciem parametrów układu.
Potencjały termodynamiczne mogą być również użyte do oszacowania całej ilości energii możliwej do uzyskania z układu termodynamicznego przy odpowiednio określonych stałych parametrach przemiany.
Proces termodynamiczny zachodzi dopóty, dopóki układ nie osiągnie stanu równowagi. W stanie równowagi odpowiedni potencjał termodynamiczny układu osiąga minimum, podczas gdy entropia układu i otoczenia osiąga maksimum.
W szczególności:
- Kiedy entropia (S) i "zewnętrzne parametry" (np. objętość) zamkniętego układu termodynamicznego są stałymi parametrami przemiany, energia wewnętrzna (U) maleje i osiąga minimalną wartość w punkcie równowagi. Wynika to z pierwszej i drugiej zasady termodynamiki i jest nazwane zasadą minimum energii. Kolejne trzy twierdzenia są bezpośrednim wnioskiem tej zasady.
- Kiedy temperatura (T) i zewnętrzne parametry zamkniętego układu termodynamicznego są stałe, energia swobodna Helmholtza (A) maleje i osiąga minimalną wartość w punkcie równowagi.
- Kiedy ciśnienie (p) i zewnętrzne parametry zamkniętego układu termodynamicznego są stałe, entalpia (H) maleje i osiąga minimalną wartość w punkcie równowagi.
- Kiedy temperatura (T), ciśnienie (p) i zewnętrzne parametry zamkniętego układu termodynamicznego są stałe, entalpia swobodna Gibbsa (G ) maleje i osiąga minimalną wartość w punkcie równowagi.